# Bréau
Bréau település Franciaországban, Seine-et-Marne megyében. Lakosainak száma 371 fő (2022. január 1.). Bréau Bombon és La Chapelle-Gauthier községekkel határos.

## Népesség
A település népességének változása:
| Lakosok száma | 335  | 325  | 327  | 336  | 345  | 361  | 360  | 371  |
|               | 2013 | 2015 | 2017 | 2018 | 2019 | 2020 | 2021 | 2022 |